# Du Plaisir
Du Plaisir (* im 17. Jahrhundert; † im 17. oder im 18. Jahrhundert) war ein französischer Schriftsteller und Romantheoretiker.

## Leben und Werk
Du Plaisir, über dessen Biographie nichts bekannt ist, veröffentlichte 1683 eine Schrift zur Romantheorie unter dem Titel Sentimens sur les lettres et sur l’histoire, avec des scrupules sur le stile (C. Blageart, Paris 1683) und 1684 den Roman La duchesse d’Estramène. Die theoretische Schrift folgte auf vergleichbare Abhandlungen von Pierre Daniel Huet (1670), Jean-Baptiste-Henri de Valincour (1678), Jean Antoine de Charnes und Bernard Le Bovier de Fontenelle. Sie spiegelte nach dem Urteil von Alain Niderst die Meinung der Zeitgenossen am genauesten wider.  Die Zeit der langatmigen barocken Romane eines La Calprenède oder einer Madeleine de Scudéry war vorüber. Gefragt war nun die kurze psychologisch motivierte Handlung, wie sie 1678 bereits im Roman Die Prinzessin von Clèves der Madame de La Fayette realisiert war und wie Du Plaisir sie in seinem eigenen Roman ebenfalls anstrebte.

## Werke (Auswahl)
- Sentiments sur les lettres et sur l’histoire avec des scrupules sur le style. C. Blageart, Paris 1683.
  - Philippe Hourcade (Hrsg.). Droz, Genf 1975.
  - Poétiques du roman. Scudéry, Huet, Du Plaisir et autres textes théoriques et critiques du XVIIe siècle sur le genre romanesque. Hrsg. Camille Esmein. Champion, Paris 2004, S. 711–814 (siehe auch S. 49–50, 679–695).
- La duchesse d’Estramène. C. Blageart, Paris 1682–1684.
  - René Godenne (Hrsg.). Slatkine, Genf 1978.
  - Giorgetto Giorgi (Hrsg.). Bulzoni, Rom 1978.